# MERLIN
Multi-Element Radio Linked Interferometer Network (zkratka MERLIN) je soustava radioteleskopů rozmístěných po celé Anglii a na části území Walesu. Soustava je provozována a řízena z observatoře Jodrell Bank jménem Science and Technology Facilities Council (Rady pro vědu a technologie) jako celonárodní (britský) projekt  radiové interferometrie.
Soustava se skládá až ze sedmi, resp. osmi radioteleskopů, z toho dva jsou na observatoři Jodrell Bank (Lovellův teleskop a Mark II), dále radioteleskopy v areálu univerzity v Cambridge (Cambridge MERLIN teleskop), ve vesnicích Defford, Knockin, Darnhall a Pickmere (dříve známý jako Tabley) a Goonhilly. Nejdelší základní linie měří 217 kilometrů a soustava MERLIN může pracovat na frekvencích od 151 MHz do 24 GHz. Na vlnové délce 6 centimetrů (frekvence 5 GHz) má MERLIN rozlišení 50 miliarcsekund, což je srovnatelné s rozlišením HST na optických vlnových délkách.
Některé z radioteleskopů zapojených do soustavy MERLIN jsou pravidelně využívány také pro pozorování v rámci European VLBI Network a příležitostně také do dalších síti typu „Very-long-baseline interferometry“, takže vznikne systém rádiové interferometre s ještě mnohem většími vzdálenostmi mezi radioteleskopy. Takový systém pak poskytuje snímky s ještě mnohem lepším úhlovým rozlišením.

## Stručná historie

### MTLRI: 1. fáze
Již v 60. letech se používala kombinace Lovellův teleskop a nedaleký radioteleskop Mark II v rámci observatoře Jodrell Bank jako první britský „mini“ systém radiové interferometrie. Proto v roce 1973 přišel Henry Proctor Palmer s návrhem na významné rozšíření tohoto systémů a zapojení několika institucí. Výstavba systému byla zahájena v roce 1975. Systém se původně oficiálně nazýval MTRLI (Multi-Telescope Radio Linked Interferometer), ale již tehdy se běžně používal jednodušší název MERLIN. Původně se skládal Lovellova teleskopu (průměr paraboly 76,2 metru), dvou eliptických radioteleskopů téměř stejné konstrukce: stále používaný Mark II v Jodrell Bank a již neexistující Mark III ve Wardle, dále teleskop v Deffordu (průměr paraboly 85 stop) a pro tento projekt nově postavený radioteleskop v Knockinu. Posledně jmenovaný nový teleskop vyrobila americká společnost E-Systems (nyní součást Raytheon Company) a byl velmi podobné konstrukce jako radioteleskopy použité v systému Very Large Array, což je americký systém radiové interferometrie (ve státě Nové Mexiko), který se stavěl přibližně ve stejné době a jeho konstrukci zajištovala rovněž společnost E-Systems.
Výstavba nového radioteleskopu v Knockinu, dalekohledu, instalace mikrovlnných komunikačních spojů mezi všemi místy a konstrukce korelátoru byly společně nazvány „Phase 1“ (Fáze 1) projektu, jehož financování bylo schváleno 30. května 1975. Stavba nového teleskopu byla zahájena 9. července 1976 a dokončena již 8. října 1976. Dálkově řízení z observatoře Jodrell Bank bylo poprvé vyzkoušeno  v lednu 1977. Instalace všech mikrovlnných spojů byla dokončena v květnu 1978. První reálná pozorování pomocí nového systému (měření 30 vzdálených vesmírných rádiových zdrojů) byla provedena v lednu a únoru 1980. Konečné náklady na 1. fázi systému činily 2 179 000 GBP.

### MTLRI: 2. fáze
Ve druhé fázi projektu byly přidány další dva radioteleskopy a jejich datové propojení s Jodrell Bank. Původně se navrhovalo, že jeden z teleskopů bude přidán k již existujícím v observatoři Jodrell Bank a druhý bude postaven v Darnhallu, nakonec však byla dvojice umístěna v Pickmere (známém také jako Tabley) a Darnhallu. Obě zařízení byly stejného typu jako radioteleskop v Knockinu. Stavba obou byla zahájena 9. dubna 1979 a dokončena 31. října 1979. Radioteleskop v Pickmere byl do MTRLI poprvé zapojen 20. července 1980, radioteleskop v Darnhallu pak 16. prosince 1980. Druhá fáze byla formálně dokončena 31. prosince 1981 a stála 3 142 210 britských liber.
Nejdelší základní linie MTRLI byla 134 km a to mezi radioteleskopy Pickmere a Defford. První mapa nově vytvořená soustavy byla zveřejněna 6. listopadu 1980. V prvních dvou letech provozu (1980–1982) byla soustava využívána k pozorování na frekvencích 408 MHz (s rozlišovací schopností jedné úhlové vteřiny), 1666 MHz (rozlišovací schopnost 0,25 úhlové vteřiny) a 5 GHz (0,08 úhlové vteřiny).
Když byl v roce 1987 vyměněn povrch radioteleskopu Mark II v Jodrell Bank, mohl být spolu se třemi dalšími radioteleskopy používán také na frekvenci 22 GHz, čímž se rozšířily možnosti MTRLI pracovat na více frekvencích, byť tato frekvence nebyla možná na všech zařízeních sítě. Od roku 1987 do podzimu 1990 byla v rámci MTRLI dočasně používána také jedna z antén „One-Mile Telescope“ o průměru 18 metrů, což výrazně zlepšilo rozlišení soustavy (One-Mile Telescope byla soustava tří teleskopů blízko Cambridge, které provozovala observatoř patřící pod katedru astrofyziky Univerzity v Cambridgi).

### MERLIN
Počátkem 90. let 20. století byl projekt MTRLI oficiálně přejmenována na MERLIN. Krátce poté byla v roce 1991 přidána nově postavená anténa o průměru 32 metrů u Cambridge, která nahradila výše popsaný, provizorně používaný radioteleskop o průměru 18 metrů. Nový radioteleskop se nachází jen několik set metrů od původního menšího, a dále zvýšil citlivost a úhlové rozlišení soustavy. Byl vybudován také nový korelátor a nové, chlazené přijímače. Některé mikrovlnné spoje mezi dalekohledy byly vylepšeny tak, aby soustava mohla pozorovat obě strany polarizace.
Od roku 1996 byly instalovány karusely pro různé přijímače na každém z teleskopů včetně Mark II (v Cambridge již byl takový systém instalován), což zajistilo frekvenční agilitu. V letech 1997 a 1998 byla s touto soustavou poprvé provedena dvoufrekvenční pozorování (na frekvencích 5 a 22 GHz). Existují plány na výstavbu dalšího radioteleskopu ve vybrané lokalitě v Irsku, který by se k soustavě přidal a vzhledem k velké vzdálenosti od ostatních antén by významně zlepšil parametry celé soustavy.
| Teleskopy v současné soustavě MERLIN | Teleskopy v současné soustavě MERLIN  |
| Jméno teleskopu                      | Souřadnice (odkaz na mapu)            |
| ------------------------------------ | ------------------------------------- |
| Lovellův teleskop                    | 53°14′11,54″ s. š., 2°18′30,22″ z. d. |
| Mark II                              | 53°14′1,23″ s. š., 2°18′14,23″ z. d.  |
| Defford                              | 52°5′27,61″ s. š., 2°8′9,62″ z. d.    |
| Knockin                              | 52°47′23,9″ s. š., 2°59′44,9″ z. d.   |
| Pickmere                             | 53°17′18,4″ s. š., 2°26′38,4″ z. d.   |
| Darnhall                             | 53°9′21,6″ s. š., 2°32′3,3″ z. d.     |
| Cambridge                            | 52°10′1,2″ s. š., 0°2′13,4″ v. d.     |
| Goonhilly                            | 50°2′53″ s. š., 5°10′55″ z. d.        |

V původním projektu MTLRI byl navíc radioteleskop Mark III (který byl již sešrotován),

naopak chyběly později postavené antény u Cambridge a v Goonhilly.

## e-MERLIN
MERLIN původně používal mikrovlnné spoje k odesílání astronomických dat ze všech radioteleskopů. Tyto datové spoje měly omezenou šířku pásma a tedy také přenosovou kapacitu, takže velká část dat musela být zahozena. Aby se zvýšila citlivost celé soustavy radioteleskopů, byly  původní datové spoje nahrazeny optickými vlákny se šířkou pásma 4 GHz oproti původnímu limitu 30 MHz, čímž se citlivost soustavy zvýšila přibližně 30krát. Tento obrovský nárůst objemu přenášených dat znamenal, že starý korelátor již nebyl schopen data zpracovat, a proto byl v rámci modernizace zkonstruován rovněž nový korelátor, který dokáže zpracovat více než 200 Gbit/s.
Další významnou novinkou, která byla součástí modernizace, je frekvenční flexibilita – možnost měnit pozorovací pásmo celé soustavy během několika minut pomocí rotujících karuselů přijímačů. Některé teleskopy v soustavě již tuto možnost měly, zatímco u ostatních byla nutná výměna přijímačů. Soustava teleskopů je nyní schopna rychle přepínat mezi frekvencemi 1,4 GHz, 5 GHz, 6 GHz a 22 GHz. To umožňuje využít optimálních podmínek pro pozorování na vysokých frekvencích, kde mohou konkrétní atmosférické podmínky vážně ovlivnit výsledky. Práce na modernizaci systému e-MERLIN začaly v květnu 2004 a byly dokončeny v roce 2009.

## Ohrožení projektu
Dne 6. března 2008 oznámil Science and Technology Facilities Council (STFC), že projekt (e-MERLIN/JIVE) je ohrožen kvůli nedostatku 80 milionů liber v rozpočtu STFC. Důvodem bylo původní doporučení Particle Physics, Astronomy and Nuclear Physics Science Committee (PPAN, Výbor pro částicovou fyziku, astronomii a jadernou fyziku), který projekt zařadil mezi projekty s „nižší prioritou“. Po obavách, že doporučení PPAN nereprezentují dostatečně astronomické priority Spojeného království, STFC zavedl širší konzultační přezkum za účasti různých poradních panelů s cílem změnit priority programu STFC. Konzultační panel pro astronomii pak doporučil, aby byl e-MERLIN změněn z nejnižší prioritou na druhou nejvyšší se zdůvodněním, že „e-Merlin by mohl být špičkovým světovým zařízením i v příštím desetiletí“ a dále uvedl, že „e-Merlin nabízí dramatický potenciál jak pro tradiční uživatele britské radioastronomie, tak (což je důležité), také pro širší komunitu.“
Dne 8. července 2008 STFC představil konečnou verzi programového přezkumu na setkání v Královské společnosti (Royal Society), kde uvedl: „Vzhledem ke strategickému významu e-MERLINu pro budoucnost britské radioastronomie a pro vysoce hodnocený projekt pracujeme s Manchesterskou univerzitou a dalšími zúčastněnými stranami na nalezení životaschopného způsobu, jakým by bylo možné provoz e-MERLINu ve střednědobém horizontu podporovat na základě sdílených nákladů. Pro usnadnění takového řešení jsme přijali opatření, aby byla k dispozici podpora provozu ze strany STFC.“

## Vědecké výsledky
Kromě mnoha jiných oblastí výzkumu byl MERLIN použit k pozorování v následujících oblastech astronomie:
- Rádiové galaxie, například Messier 87.[15]
- Kvazary, například 3C 418.[16]
- Pozorování spektrálních čar hydroxylu (OH) v oblacích mezihvězdného plynu.[17]

Síť MERLIN lze také využít k velmi přesné astrometrii. V roce 1998 MERLIN ve spojení s Hubbleovým vesmírným dalekohledem objevil první Einsteinův prstenec. Soustava byla také využita v kombinaci s VLA (soustava radioteleskopů v USA) k analýze slabé gravitační čočky (weak gravitational lensing).